# Dízelgázolaj
A dízelgázolaj (a köznyelvben gázolaj vagy dízelolaj) a belső égésű, kompressziógyújtású motorok üzemanyaga. 250–350 °C-on forr, mínusz 6–18 °C-on dermed, 13–15 szénatomszámú szénhidrogének sárga színű elegye.

## A dízelmotorok hajtóanyagaként
A dízelmotorokban a dugattyú által összesűrített, így felforrósodott levegőbe adagolt gázolaj öngyulladással végez munkát, miközben korom, illetve egyéb vegyületek keletkeznek.

## Szabványok
Az európai szabvány a gépjárművek számára a nagy- és kiskereskedelmi forgalomba hozott dízelgépjármű-hajtóanyag minőségi követelményeit és vizsgálati módszereit írja elő. A szabvány olyan dízelmotoros gépjárművekben használható hajtóanyagra vonatkozik, amelyet legfeljebb 7% (V/V) zsírsav-metil-észtert tartalmazó dízel¬gépjármű-hajtóanyagokkal való üzemelésre terveztek.
A magyar szabvány megfelel az európainak. A MOL Nyrt. a dízelgázolajokat az alábbi minőségi fokozatokban hozza forgalomba:
1. nyári (CFPP:[4] ≤5 °C, V/V: 0,5–7,0%)
2. téli (CFPP: ≤–20 °C, V/V: 0,5–7,0%)
3. extra téli (CFPP: ≤ –40 °C, V/V: ≤0,5%)[5]

## Egyéb felhasználása
Az 1960-as években jelentős mennyiségű gázolajat használtak fűtési célokra és villamos energia előállítására is. A háztartási tüzelőolajat (HTO) kedvezményes áron forgalmazták, ami jelentős szabálytalan felhasználást eredményezett. Ennek megakadályozására Magyarországon piros festéket (ferrocént) kevertek bele, ami hatalmas illegális „olajszőkítőipar” kialakulását hozta magával. Az így kezelt gázolaj súlyos károkat okozhatott a dízelmotorokban.